# Малые ракетные корабли проекта 1240
Малый ракетный корабль проекта 1240 «Ураган» — советский высокоскоростной малый ракетный корабль (МРК) на подводных крыльях.
Относится к кораблям 4-го ранга.

## История
Проектирование корабля на глубокопогруженных автоматически управляемых подводных крыльях начато в ЦКБ-5 (ЦМКБ «Алмаз») в 1964 году (главный конструктор В. М. Бурлаков).  В процессе работы в качестве полунатурной модели было построено пассажирское судно «Тайфун».
МРК-5 заложен в 1972 году,  спущен на воду на ленинградском Приморском заводе в 1973 году,  вышел на испытания в 1976 году.  Введён в строй 30 декабря 1977 года, на Балтике. 
После завершения испытаний по внутренним водным путям переведён на Чёрное море; 24 ноября 1979 года прибыл в Севастополь и был включён в состав 166-го дивизиона 41-й бригады ракетных катеров на Чёрном море.
Исключён из состава ВМФ в 1990 году и передан в ОФИ для разоружения, демонтажа и реализации. В 1992 году затонул после пожара в Стрелецкой бухте, позднее был поднят и разделан на металл в Севастополе.

## Конструкция
Подводные крылья изготавливались из титанового сплава. Главная энергетическая установка состояла из двух газотурбинных двигателей мощностью по 18 000 л.с. 
Максимальная скорость «Урагана» составляет 60 узлов.
Вооружение:
- 2 х 2 пусковых установки ПКР «Малахит» (4 ракеты П-120);
- 1х2 ПУ ЗРК «Оса-М» (20 ракет);
- скорострельная автоматическая артустановка 1x6 30-мм АК-630.

## Командование
Кораблем МРК-5 проекта 1240 командовали:
- капитан 3-го ранга В. М. Долгих
- капитан-лейтенант В. Е. Кузьмичев
- капитан 3-го ранга Э. В. Ванюхин
- капитан-лейтенант Н. А. Гончаров.